# Linha do Tiro
Linha do Tiro é um bairro do  Recife que integra a 2ª Região Político-Administrativa da cidade, na Zona Norte. O bairro está localizado entre Dois Unidos, Beberibe, Alto Santa Terezinha e Alto José Bonifácio. 

## História
O nome do bairro está diretamente ligado ao seguinte fato:
Em 1887 existiu na localidade uma área destinada ao exercício de tiro ao alvo por parte de militares, conhecida, à época, como Linha de Tiro.
Assim publicou o Diario de Pernambuco em sua edição de 15 de julho de 1887:

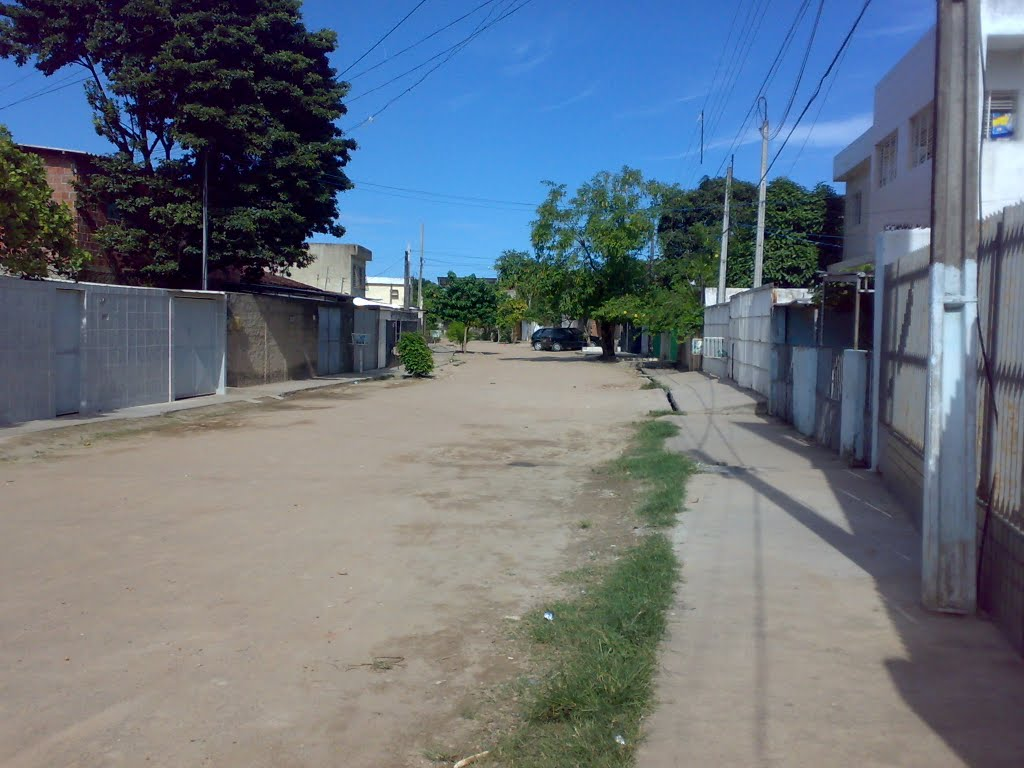
Rua Gervásio Sales

O Exmº Sr. General Comandante das Armas, depois de percorrer diversos pontos dos arrabaldes dessa cidade a fim de escolher o local para uma linha de tiro, encontrou ontem, em Beberibe, no Engenho do Sr. Major Antunes, um trecho de terreno que se presta para o estabelecimento da linha. Tendo ontem mesmo procurado o Major Antunes, obteve permissão para executar qualquer trabalho que seja necessário para o ter em condições de servir para o exercício do tiro. É tão importante o serviço que se vai prestar a guarnição do Sr. General Clorindo, instruindo os seus comandados no tiro ao alvo, quanto o do Sr. Major Antunes, permitindo que seja a linha estabelecida em terras de seu Engenho, sem ônus algum para o estado.— 

## Demografia
- Área territorial: 82 ha.
- População: 14.867 habitantes[nota 1]
  - Masculina: 7.005
  - Feminina:  7.862
- Densidade demográfica: 181,20 hab./ha.

## Geografia

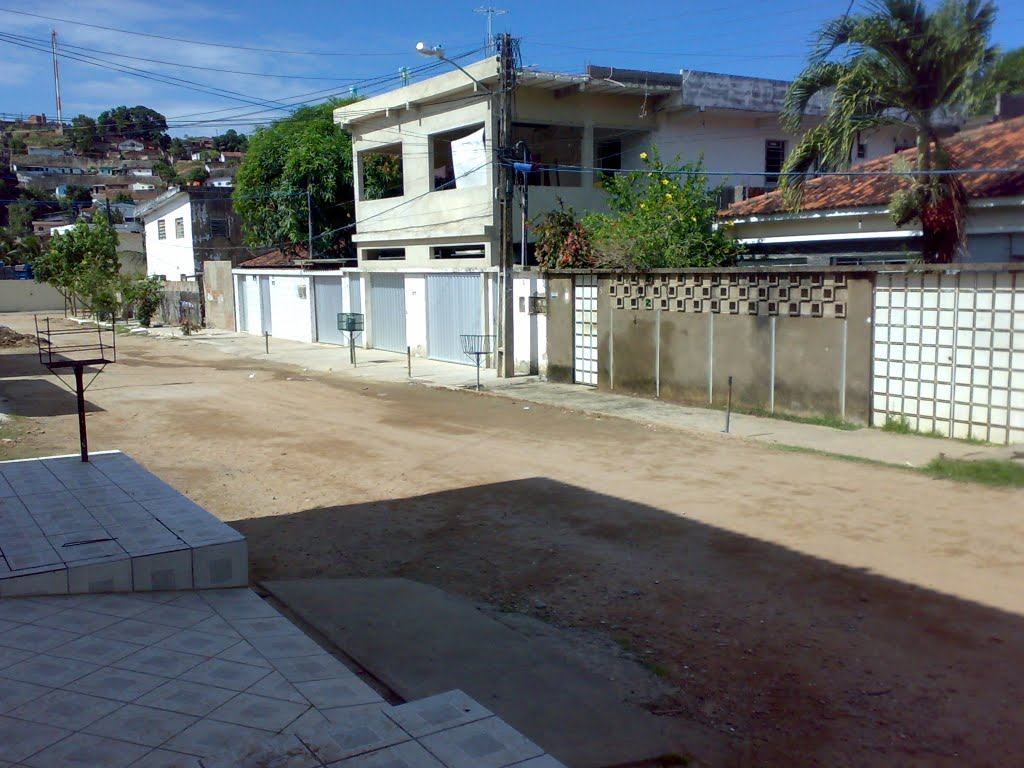
Rua Barão de Muritiba

Está localizado às margens do Rio Morno, principal afluente do Rio Beberibe.
A região é acidentada, correndo o risco de deslizamentos nos tempos chuvosos. As lonas de plásticos colocadas pela prefeitura em alguns momentos não são suficientes para a defesa.

## Educação
A Linha do Tiro possui a seguinte rede de instituições educativas:
Municipais
- Escola Municipal Pastor Paulo Leiva Macalão[6]
- Escola Municipal Paulo VI[7]
- Escola municipal Professor Ricardo Gama[8]
- Escola Municipal São João Batista[9]

Estaduais
- Escola De Referencia Em Ensino Medio Padre Nercio Rodrigues[10]

Privadas
- Escola Infantil Conviver
- Escola Visão Atual
- Instituto Renascer
- Instituto São Marcos